# Дома 1189 км
Дома 1189 км — населённый пункт в Балезинском районе Удмуртии. Входит в состав Кожильского сельского поселения.

## География
Населённый пункт расположен на северо-востоке республики на расстоянии примерно в 3 километрах по прямой к северу от районного центра Балезина.
Часовой пояс
Населённый пункт Дома 1189 км как и вся Удмуртия, находится в часовой зоне МСК+1. Смещение применяемого времени относительно UTC составляет +4:00.

## Население
| 2010 | 2012 |
| ---- | ---- |
| 11   | →11  |

Национальный состав
Согласно результатам переписи 2002 года, в национальной структуре населения удмурты составляли 79 % из 14 чел..